# Barokní konvent kláštera Plasy
Barokní konvent bývalého cisterciáckého kláštera v Plasích byl zcela nově vystaven dle návrhu architekta Jana Blažeje Santiniho od roku 1711 přibližně do 1726 v době působení tehdejšího opata kláštera Eugena Tyttla. Jako součást areálu kláštera byl v roce 1964 zapsán do státního seznamu kulturních památek. Od roku 1995 patří mezi národní kulturní památky.

## Historie
Stavebník konventu opat Eugen Tyttl patřil vedle dalších významných opatů téhož řádu k osobnostem s vysokým vzděláním, neobyčejným rozhledem a praktickými dovednostmi, jež využíval zejména k velkorysé obnově kláštera po třicetileté válce. Živě se též zajímal o architekturu a celkové dění kolem sebe. K jeho činnosti na poli architektury se dochovaly četné kresby o promýšlení zejména ikonografického schématu staveb, o jejichž vybudování se zasloužil. V řádu působil také jako poradce v této oblasti, vedl mimo jiné odborné konzultace s dalším z cisterciáckých opatů Jindřichem Snopkem, působícím ve Žďáru nad Sázavou.
Ve spolupráci s architektem Santinim dal vzniknout nejprve poutní kapli Jména Panny Marie v Mariánské Týnici kolem roku 1706. O čtyři roky později byl pak zhotoven ambiciózní plán na kompletní obnovu plaského opatství, dnes uložený v archívu hornorakouského kláštera Zwettl (Světlá). Celkový návrh počítal mimo jiné i s demolicí stávajícího původně románského kostela a s výstavbou honosné tříkopulové baziliky (v té době by šlo patrně o největší klášterní chrám vůbec), která původně měla být propojena s konventem oválnou kapitulní síní (dnes kaplí sv. Benedikta). O tomto zamýšleném napojení svědčí dodnes tzv. kapsy ve zdivu severovýchodní konventní strany.
Novostavba konventu se nakonec zasadila na několika z mála středověkých základů, jež zbyly převážně v jižním rameni transeptu konventního kostela. Základní kámen byl vysvěcen dne 22. července 1711 a následně přenesen do jihozápadního rohu stavby s budoucí kaplí sv. Bernarda. O průběhu celé stavby podává kusé informace kronika plaských cisterciáků Tilia Plassensis od Mauritia Vogta, k dokončení stavby a předání k provizornímu užívání došlo až roku 1726, tedy po Santiniho smrti. Stavbu realizoval stavební mistr  Matěj Ondřej Kondel, na projektu se podílel také architekt Kilián Ignác Dientzenhofer.
Komplikace přinášelo zpočátku zejména nestabilní podloží způsobené podmáčeným terénem kolem kláštera v bezprostřední blízkosti vodního toku, místní říčky Střely. Přistoupilo se proto k umístění roštu z více než 5 100 dubových pilot do základů stavby, které neustálým působením vody časem zkameněly. Následně také došlo k výstavbě důmyslného vodovodního systému vnitřních bazénů, umístěných u schodišť, které zajišťovaly neustále stabilní vodní hladinu. Ze Střely byla vyvedena tzv. Královská štola, vodní kanál dlouhý asi 200m, vysoký 1,7 – 2,1m a široký až 4m, který odváděl přebytečnou vodu ze základů a střech konventní budovy a zároveň naháněl vodu na mlýnské kolo a pilu, ale  také proplachoval dřevěné prevéty (záchody), které jsou vysazeny na krakorcích nad touto štolou. Díky často nezodpovědnému přístupu v dalších letech se ale vodní hladina kanalizace neudržovala v čistotě a docházelo tak k jejímu zanášení a nakonec i k velmi nešťastnému zazdění celého systému, jež způsobilo silné podmáčení stavby. V současnosti byl již celý systém obnoven.

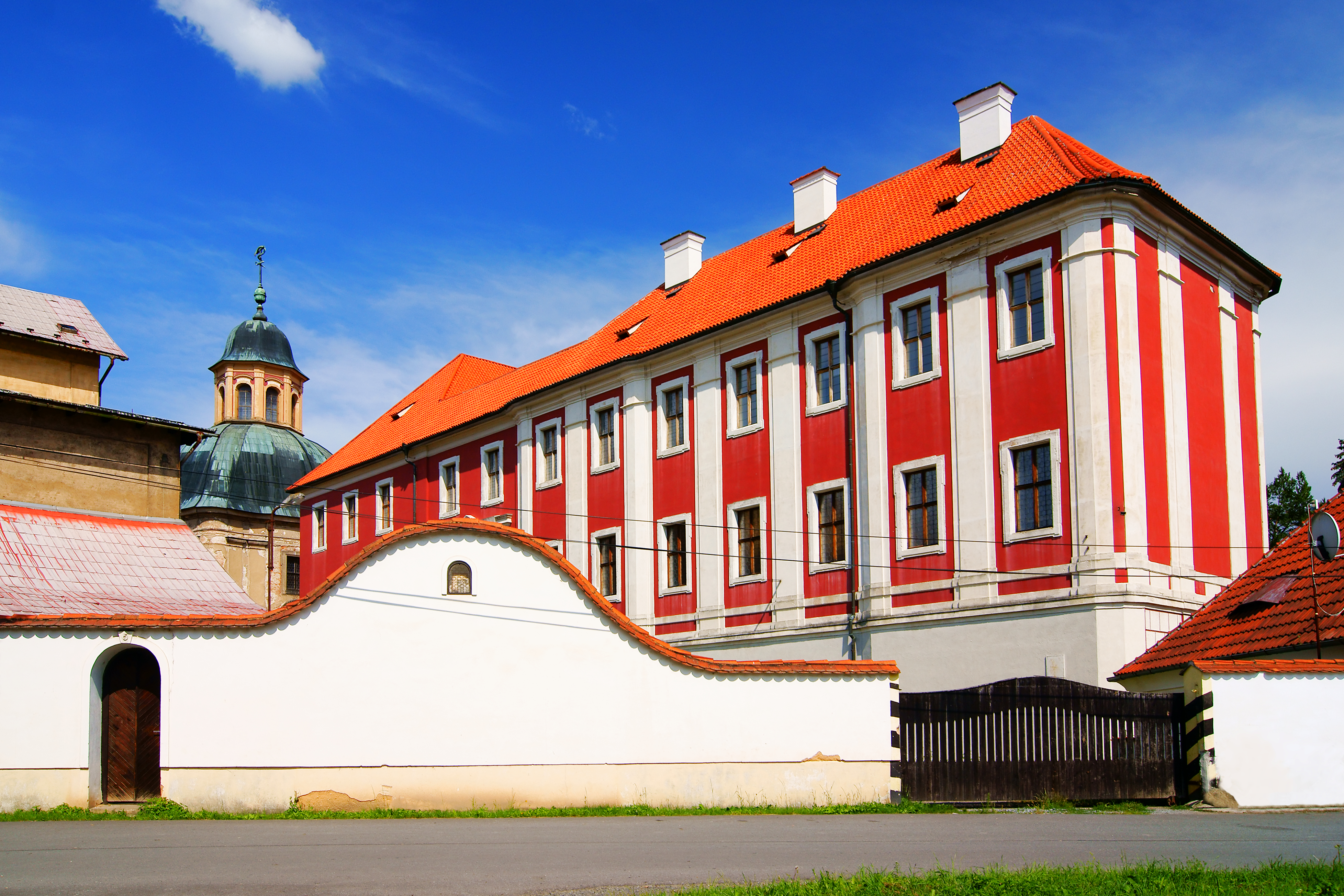
nemocniční křídlo při konventu kláštera

Po zrušení kláštera v roce na základě josefínských reforem se jeho majitelem stal kancléř Metternich a budova bývalého konventu byla  využita pro služební byty, školu či skladovací prostory (letní refektář byl změněn na sýpku). V roce 1894 požár poškodil krovy a stropy druhého patra. Budova byla upravována v 19. a 20. století. Ke konci druhé světové války objekt obsadila Rudá armáda. Po odchodu armády byly budovy i pozemky přidělovány nejrůznějším institucím, mobiliář byl rozvezen, rozprodán i rozkraden. Majetek Metternichů byl  zestátněn na základě Dekretů prezidenta republiky. Bývalý konvent a sýpka sloužily státním orgánům, části byly pronajímány. Od sedmdesátých let 20. století začaly být zpracovávány stavebně historické průzkumy pro jednotlivé budovy. V letech 2017–2023 bylo  rekonstruováno  Nemocniční křídlo a další prostory konventu v rámci projektu Obnova opatské rezidence.
Konvent je ve správě Národního památkového ústavu a slouží jako hlavní prohlídková trasa klášterního komplexu. V interiérech druhého patra se nachází mimo jiné Studijní depozitář mobiliárních fondů. V nemocničním křídle je expozice lékárenství.

## Popis budovy

### Exteriér

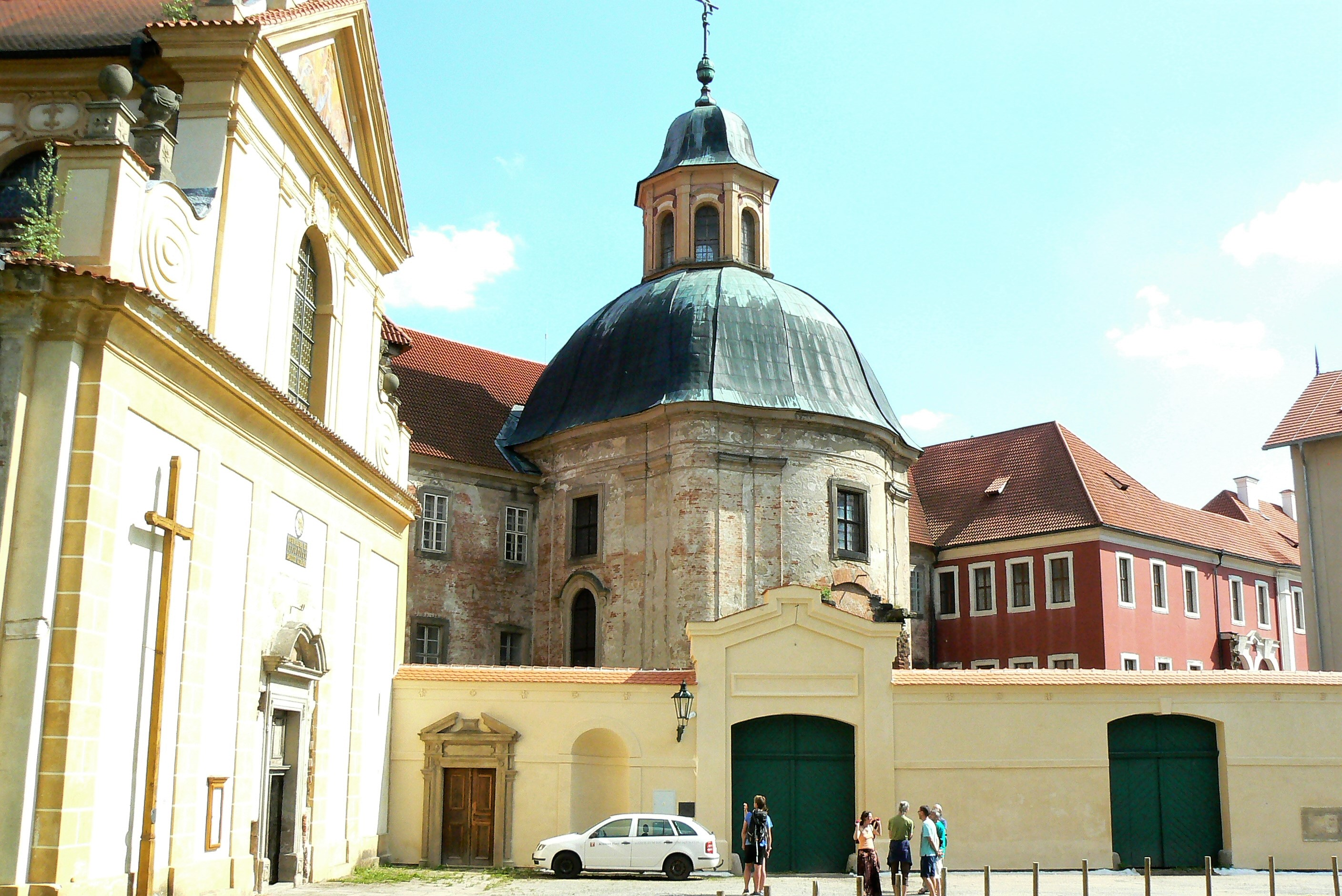
kaple sv. Benedikta v konventu, vlevo kostel Nanebevzetí Panny Marie

Tuto část klášterního komplexu tvoří čtyřkřídlá rozlehlá budova s nemocničním křídlem kolem rajského dvora, ohradní zdí a bývalým hospodářským objektem. Jedná se o dvoupatrovou, čtyřkřídlou stavbu  s obdélnými okny, v nárožích akcentovanou o mohutné centrální rondely, upomínající tak spíše svým vzhledem na dřívější pevnostní stavby kastelového typu. Vůbec nejvýraznější část konventu tvoří mohutně se vypínající rizalit na jižní straně s mansardovou střechou. Se svou dispozicí bezmála jako palácová dvoutraktová stavba sloužilo křídlo dříve jako zimní a letní refektář pro členy řádu. Na své vnější straně nese výrazně plasticky podanou fasádu se zvlněným štítem prolomeným do hmoty střechy. Její plochu člení vedle rustiky dále pilastry s velmi ostře pojatým měnícím se detailem vprostřed iónských hlavic (jedná se zde o vlastní heraldické motivy z kamenného znaku opata Tyttla; tento znak visí o něco níže na téže straně). Letopočet uváděný v římských znacích označuje dobu dokončení rizalitu, rok 1720. Jižní rizalit ukončuje trojúhelníkový tympanon, v němž je zasazeno Boží oko. Nápis pod ním uvádí, že konvent byl postaven opatem Tyttlem  k slávě Nejsvětější Trojice a k poctě sv. Benedikta a sv. Bernarda. Ve své střední ose navazuje na refektář u protější strany oválný půdorys kaple sv. Benedikta. Obdobné, i když jednodušší řešení mají východní a západní průčelí konventu. V tympanonu východního křídla je vsazen kámen s letopočtem 1736, který označuje ukončení stavby.  
Stavba konventu, doplněná navíc o výrazné nárožní věžice, se tak z vnější strany prezentuje jako velmi expresivní celek, jehož okenní rámy flankují mohutné, tvarem se střídající nadokenní římsy i nárožní klenáky, tolik blízké osobnímu Santiniho slohu. Do prostoru již odlišně pojatého vnitřního nádvoří byly vloženy obě schodišťové haly uprostřed východního a západního křídla. Mnohem lineárněji pojatá nádvorní fasáda nádvoří upoutá umně provedenou jednotou řady oken, vložených jakoby bez námahy do rohových prostor. Minimalizace stavební hmoty přináší do vnitřních chodeb konventu za každé roční doby dostatek světla a nechává rozehrávat jeho hru se stíny kmitajícími při ornamentech štukových zrcadel. Tuto světelnou nadvládu, měnící pokaždé působení jednotlivé stavby (snad nejvíce patrnou u zelenohorského chrámu sv. Jana Nepomuckého), lze považovat vůbec za jednu ze základních charakteristik Santiniho staveb.

### Interiér

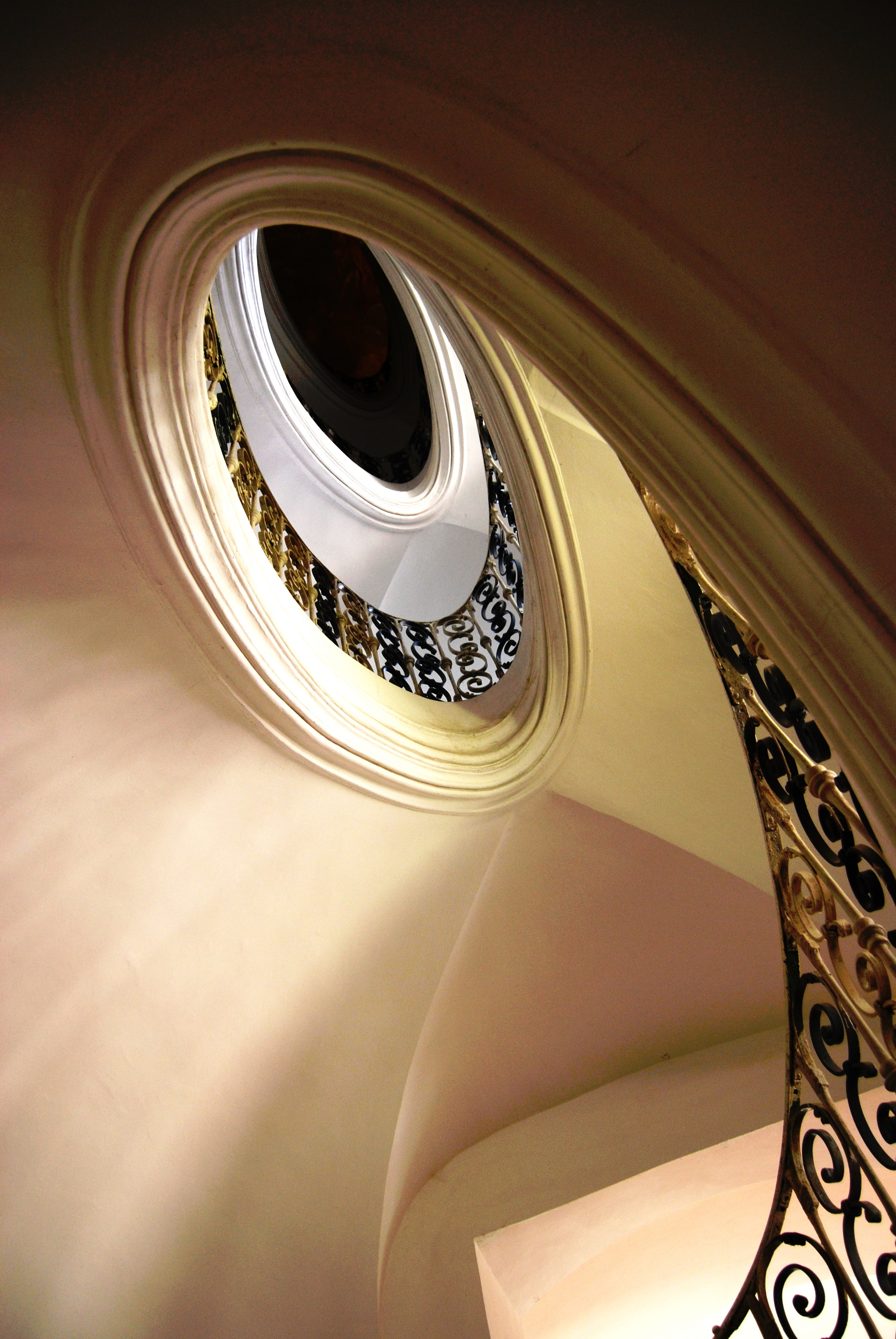
Santiniho samonosné schodiště v konventu Plasy

Rozlehlá budova konventu má více než 200 místností. V přízemí jihovýchodní části konventu se nachází sál zimního refektáře, rozsáhlý dvoulodní prostor zaklenutý na celkem 10 plackách, umístila se zde kopie sousoší M. B. Brauna Sen sv. Luitgardy z Karlova mostu. Do prvního patra zajišťují z přízemí hlavní přístup bez jakékoliv opěry vystavená samonosná schodiště s mohutnými stupni, jakoby se vznášející a mimoděk vložená do stavební hmoty světlé schodišťové haly. Technicky dokonale provedená jsou i boční šnekovitá schodiště vedoucí z ambitu, další z dynamických odkazů architekta Santiniho na podobná díla z ruky Francesca Borrominiho. V severním křídle byla umístěna klášterní knihovna, podélný sál, sklenutý 3 plackami, s částečně zachovanou malbou. 
Konventní křížová chodba v prvním patře byla zaklenuta klenebním typem tzv. české placky s pokaždé jiným motivem štukového zrcadla. Zdejší klenební prostory zčásti nesou i malířskou výzdobu, zajištěnou mezi lety 1720–1737 Jakubem Antonínem Pinkem a později Františkem Antonínem Müllerem (1739–1740) i Josefem Kramolínem (kolem roku 1783). Základním koncepčním a ikonografickým motivem jednotlivých klenebních polí ambitu se staly scény ze středověkého života cisterciáckého řádu a odkazu na jejich silnou mariánskou zbožnost.

### Kaple sv. Bernarda
Do jednoho z oktogonálních nároží byla vložena místnost tzv. malé (provizorní) kapituly, kaple sv. Bernarda (vrcholného představitele cisterciáckého řádu a známého polemika s tehdejšími názory svého současníka, benediktina Sugera, opata kláštera Saint-Denis). Tento centrální prostor na kruhovém půdorysu nese vzdutou hvězdicovitou klenbu. Ve svém středu znázorňuje scénu, kdy apoštolové prosí Krista o modlitbu Páně, od malíře Jakuba Antonína Pinka z roku 1724. Po okraji kaple obíhá mohutná profilovaná korunní římsa, rázně ukončená v návaznosti na kněžiště s monumentální nástěnnou malbou sv. Bernarda z Clairvaux meditujícího v lese,která je dílem Jakuba Pinka z roku 1728. Santiniho pedantství ve schématu centrality se do těch nejmenších detailů projevuje zejména v uspořádání celkového prostoru kaple u návaznosti kněžiště, celková souhra všech horizontál a vertikál vede k naprosto dokonalé skladebnosti u obou centrálních prostorů a je tak znalci barokní architektury považována za jednu z nejlepších ukázek Santiniho stavitelského mistrovství. Stejně vysoký presbytář, zaklenutý českou plackou, vytváří intimní meditační prostor.  

### Kapitulní síň

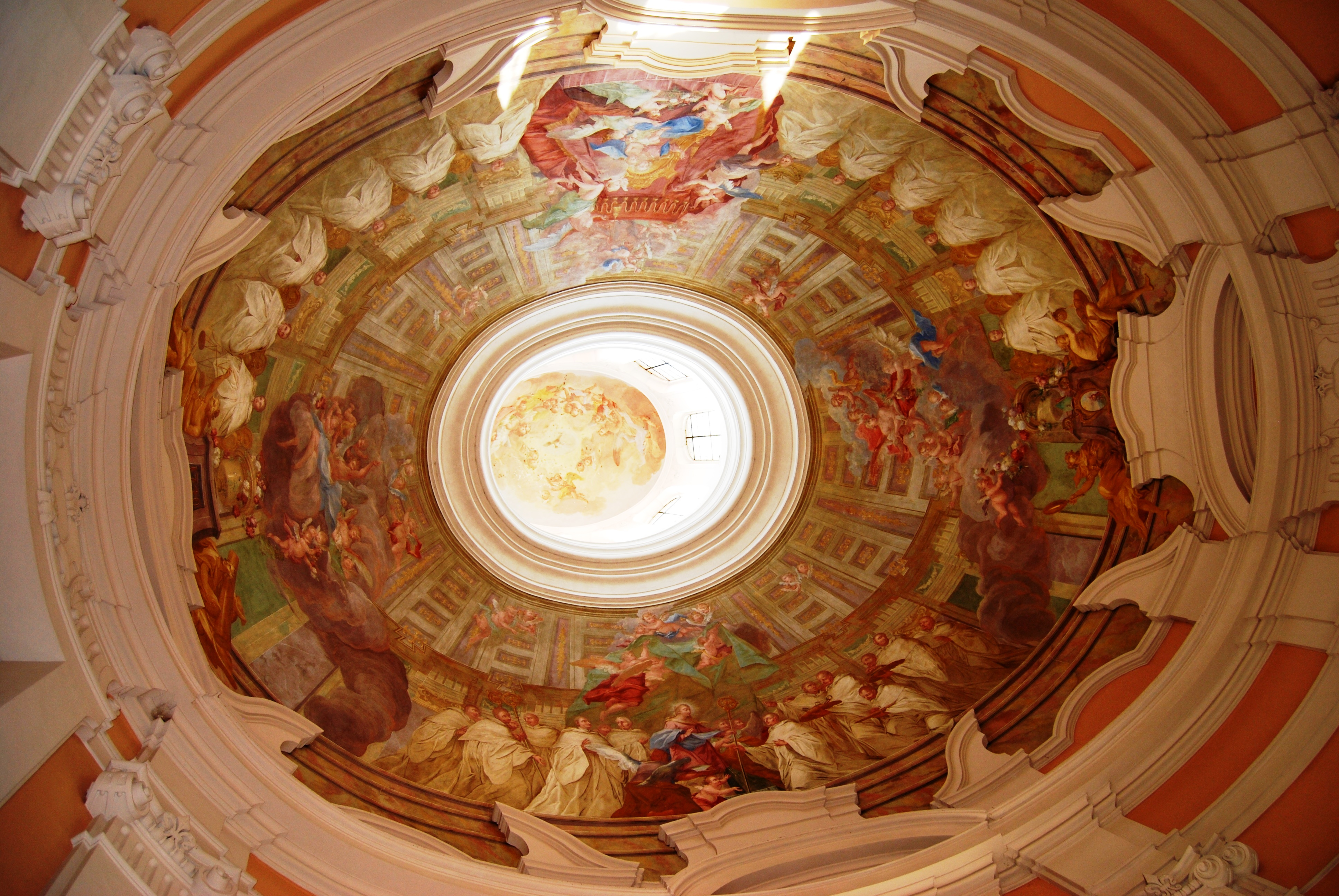
Fresky v kupoli kaple sv. Benedikta (kapitulní síň)

Původně zamýšlený prostor velké kapituly, který by se stal spojnicí s novým konventním chrámem, nelze již zcela připsat pouze projektu Santiniho. Zmíněná kapitula na oválném půdorysu, zaklenuta kupolí s lucernou, byla dokončena až roku v mezidobí let 1738–1740 v závěrečné fázi stavby. Ve svém pojetí vnitřního i vnějšího prostoru se řadí již k poněkud odlišné linii barokní architektury u nás, blízké spíše stylu Kiliána Ignáce Dientzenhofera, který budovu konventu po smrti Jana Blažeje Santiniho dokončil (i když ten projekt Santiniho z velké části respektoval). Jde o tzv. kapli sv. Benedikta, která zároveň sloužila jako kapitulní síň a Santini chtěl přes ni konvent napojit na velkou budovu nového klášterního kostela. Tento záměr již nebyl realizován. Vnitřní prostor oválného půdorysu je zaklenut kupolí s lucernou. Na kupoli konventu je symbol  bronzového hada, který se váže k Mojžíšovi a je parafrází na erb opata Tyttla jako vůdce klášterní komunity. V interiéru jsou mezi okny  umístěny obrazy Jakuba Antonína Pinka se starozákonními náměty jídla a pití. Na západní stěně je velký kříž vložený do niky, kterou ukončují velké voluty. Pozadí je zdobeno freskou s hlavičkami andílků.

### Nástropní malby

#### I. Legendární (Mariánský) okruh

##### I/1Panna Maria oslazuje pokrm cisterciákům v klášteře Porta Coeli v Tennenbachu
Autor: Jakub Antonín Pink, umístění: jihovýchodní pole ambitu před vstupem do refektáře.

Třídílná freska z roku 1732 je nejstarší nástěnnou malbou v konventu. Střední část zobrazuje Pannu Marii v doprovodu dvou andělů, která obchází mnichy při jídle v klášteře Porta Coeli v Tennenbachu a oslazuje jim pokrm nektarem. Výjev se opírá o vizi blahoslaveného Huga z Tennenbachu (†1270). V levém poli jsou zobrazeni mniši, kterým je roznášeno jídlo, zatímco jejich kolega jim předčítá z bible. V pravé části jsou zobrazeni řeholníci během rozhovoru po skončeném jídle. Podobný námět je použit i v proboštství kláštera v Mariánské Týnici na malbě z roku 1768.

##### I/2Panna Maria uěluje sv. Štěpánovi Hardingovi cingulum a občerstvuje mnichy v Citeaux při žních
Autor: František Antonín Müller, umístění: jihozápadní pole ambitu.

Třídílná nástropní malba. Střední část zobrazuje výjev kdy Panna Marie daruje třetímu opatovi z Citeaux, sv. Štěpánovi Hardingovi cingulum. Malba obsahuje znak opata Celestýna Stoye a letopočet 1739. V obou bočních polích jsou zobrazeni mniši v Citeaux, kterým pomáhá během žní Panna Marie. Výjev je založen na vidině blahoslaveného Rainalda z roku 1155.

##### I/3Tři výjevy z dějin řádu a kláštera
Autor: Josef Kramolín, umístění: severozápadní křídlo před vstupem do kapitulní síně.
Třídílná nástropní malba. Střední část zobrazuje knížete Vladislava II., který uděluje zakládací listinu plaským cisterciákům. Levé pole zobrazuje svatého Benedikta udělujícího mnišskou řeholi. Pravé pole zobrazuje mladého šlechtice vstupujícího do cisterciáckého řádu. Kartuše obsahuje znak posledního plaského opata Celestýna II. Wernera a letopočet 1783.

##### I/4Panna Marie uděluje sv. Alberikovi bílé roucho a proměňuje citeauxkým mnichům černé hábity v bílé
Autor: František Antonín Müller, umístění: severovýchodní pole ambitu.
Třídílná nástropní malba je spojena v jeden celek. Ve střední části sestupuje dne 5. srpna 1101 (nebo 1104) Panna Marie ke svatému Alberiku během ranní bohoslužby v klášterním kostele v Citeaux a proměňuje černý benediktinský hábit na bílý. V bočních polích jsou proměňovány hábity mnichů.
Kartuše zobrazuje znak opata Celestýna II. Wernera a letopočet 1740.

##### I/5Panna Marie předává opatu Jindřichovi z Heisterbachu berlu; Panna Marie předsedá konventní kapitule v Clairvaux
Autor: František Antonín Müller, umístění: klenba kapitulní síně.
Na západní straně malby je zobrazen Jindřich z Heisterbachu, jak je uváděn do svého úřadu Pannou Marií podle vidění řeholníka Sifrieda před rokem 1209. Na východní straně je pak zobrazena Panna Marie, která předsedá konventní kapitule v Clairvaux podle vidění mnicha z roku 1169.
Kartuše zobrazuje znak opata Celestýna II. Wernera a letopočet 1740.

### II. Historický (papežský) okruh
Čtyři výjevy tohoto cyklu jsou tradiční donátorské kompozice, kdy trůnící papež obdarovává přítomné nebo naopak od nich něco přijímá.

#### II/1Svatý Bernard z Clairvaux předává papeži Evženu III. svůj spis De consideratione
Autor: Jakub Antonín Pink, umístění: jižní pole ambitu.
Výjev z roku 1148, kdy svatý Bernard předává papeži Evženu III. svůj spis De consideratione. Stalo se tak během přítomnosti papeže v klášteře v Clairvaux na generální řádové kapitule. Evžen III. byl sám odchovancem kláštera a žákem svatého Bernarda.
Součástí malby je znak opata Tyttla a vročení 1737.

##### II/2Papež Alexandr III. prohlašuje Bernarda z Clairvaux za svatého
Autor: František Antonín Müller, umístění: západní pole ambitu.
Výjev z roku 1174, kdy papež Alexandr III. prohlašuje Bernarda z Clairvaux za svatého a to na žádost clairvauxkého opata Gérarda.
Součástí malby je znak opata Celestýna Stoye a vročení 1739.

##### II/3Papež Benedikt XII. předává cisterciákům bulu Fulgens sicut stella matutina
Autor: František Antonín Müller, umístění: severní pole ambitu.
Výjev: Papež Benedikt XII., který rovněž pocházel z cisterciáckého řádu, předává cisterciákům bulu Fulgens sicut stella matutina, která novelizuje řádová pravidla.
Součástí malby je znak opata Celestýna Stoye a vročení 1739.

##### II/4Papež Urban IV. schvaluje na podnět blahoslavené Evy z Lutychu bulou Transiturus veřejnou úctu Božího Těla
Autor: Jakub Antonín Pink, umístění: východní pole ambitu.
Výjev: Papež Urban IV. schvaluje na podnět blahoslavené Evy z Lutychu (Eva Montis Cornelii) bulou Transiturus veřejnou úctu Božího Těla. Eva z Lutychu, Juliana z Lutychu a blahoslavená Alžběta ze Schönaugenu jsou pravděpodobně vyobrazeny na tomto výjevu.
Součástí malby je znak opata Tyttla a vročení 1735.

#### III. Další malby J. A. Pinka v Plaském konventu

##### III/1Apoteóza svaté Scholastiky
Autor: Jakub Antonín Pink, umístění: nástropní freska v noviciátní kapli v suterénu

Pod kaplí svatého Bernarda se nacházela kaple noviců. Svatá Scholastika se vznáší k nebi doprovázena dvěma anděli a následuje bílou holubici, která je jejím atributem. Malba korespondovala s oltářním obrazem svatého Bernarda od stejného autora. Nad vstupem do kaple je také kartuše s citátem sv. Bernarda: BERNARDE BERNARDE / AD QUID VENISTI?

##### III/2Svatý Bernard z Clairvaux medituje v lese; Andělé s Arma Christi; Svatý Alberik a svatý Štěpán Harding s Pannou Marií; Apoštolové prosí Krista o modlitbu Páně

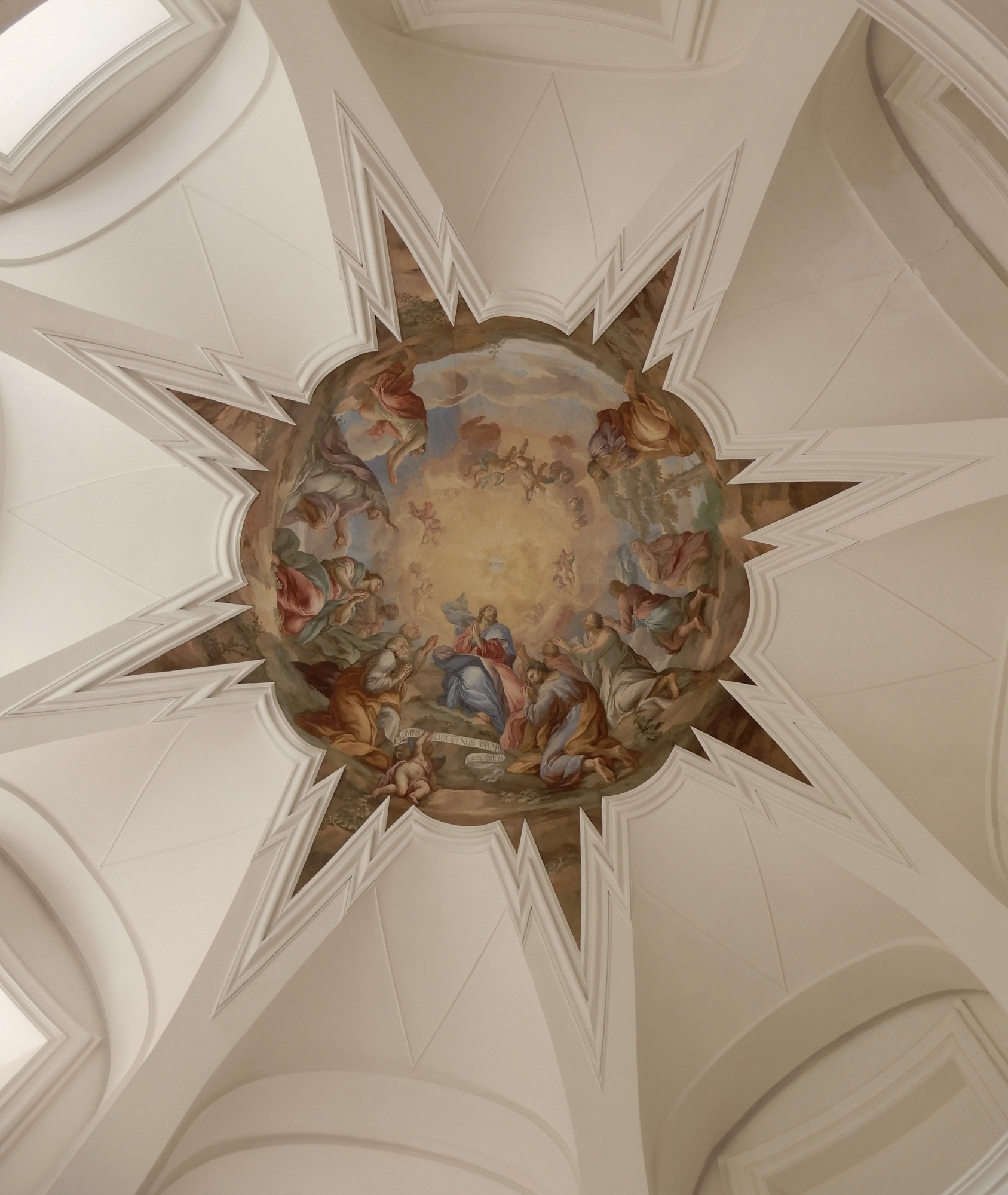
Apoštolové prosí Krista o modlitbu Páně.

Autor: Jakub Antonín Pink, umístění: Kaple svatého Bernarda

V kapli se nacházejí čtyři malby Jakuba Antonína Pinka:
severozápadní stěna kněžiště: Svatý Bernard z Clairvaux medituje v lese. Nápis na kvádru: EXPERTO CREDE: / ALIQUID AMPLIUS INVENIES / IN SILVIS QUAM IN LIBRIS, / LIGNA ET LAPIDES DOCEBUNT TE / QUOD A MAGISTRIS AUDIRE / NON POSSISS / S. Bernardus. / Epist: 106. Součástí malby je monogram opata Tyttla a letopočet 1728.
klenba kněžiště: Andělé s Arma Christi
severovýchodní stěna kněžiště: Svatý Alberik a svatý Štěpán Harding s Pannou Marií. Panna Marie uděluje svatému Alberikovi bílý hábit a svatému Štěpánu Hardingovi cingulum.
klenba lodi: Apoštolové prosí Krista o modlitbu Páně. Kristus s apoštoly se modlí k Bohu Otci, který je představován hebrejským tetragramem JHVH. U Kristových nohou je páska s textem, odkazujícím na Evangelium podle Lukáše: DOMINE DOCE NOS ORARE. LUCAE. CAP. XI

##### III/3Panna Marie s Ježíškem a nemocničními patrony
Autor: Jakub Antonín Pink, umístění: nástropní freska v nemocniční kapli

Na fresce je zobrazena Panna Marie, obklopená třinácti nemocničními patrony. V centru malby je Panna Marie s Ježíškem, nad nimi je Bůh Otec, pod nimi je páska s textem: SALUS INFIRMORUM ORA PRO NOBIS. Doleva jsou pak zobrazeni: svatá Barbora, patrně svatá Rozálie, svatá Otýlie, svatá Apolonie, patrně svatý Maturinus, svatí Kosma a Damián, svatý Stapinus z Carcassone, svatý Blažej, patrně svatý Mikuláš z Myry, svatý Bernard, svatý Roch a svatý Šebestián. Putto pod svatým Blažejem drží kartuši s monogramem opata Tyttla a vročením 1732.

##### III/4Kalvárie

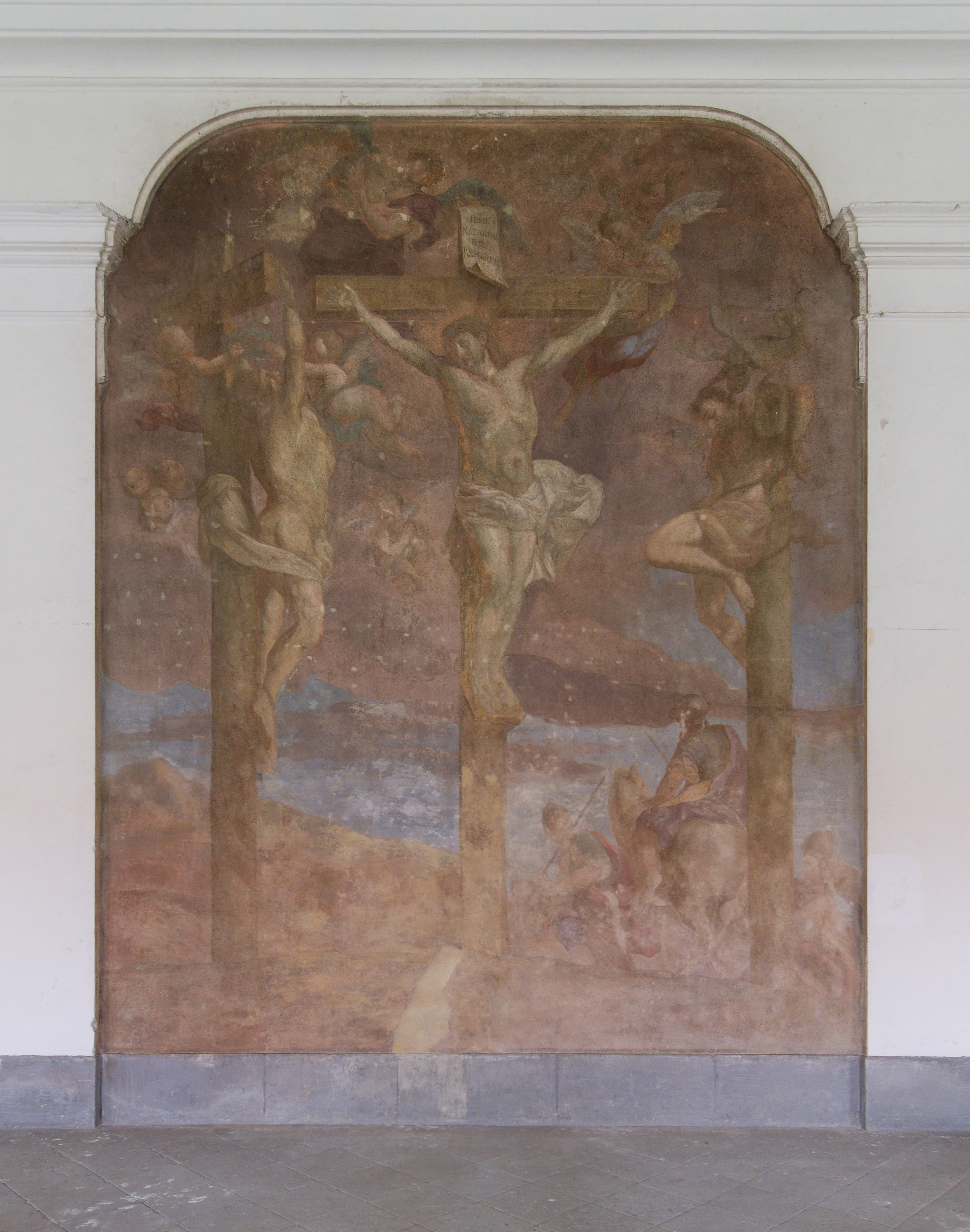
Kalvárie

Autor: Jakub Antonín Pink, umístění: Jihovýchodní trakt, druhé patro, stěna chodby proti schodišti.

Malba byla v minulosti zabílena, z toho vyplývá, že je značně poškozena.

##### III/5Archanděl Michael potírá padlé anděly
Autor: Jakub Antonín Pink, umístění: strop schodiště vedle kaple sv. Bernarda.

Malba z roku 1724 zobrazuje archanděla Michaela, který se svými druhy zahání padlé anděly a zeleného apokaliptického draka